# Ovädret Berit

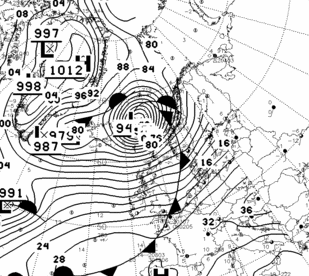
Väderanalys av stormen Berit nära Färöarna den 25 november 2011.

Ovädret Berit alternativt Stormen Berit var ett oväder som drabbade Färöarna, Norge och Sverige den 24 till 26 november 2011.
Ovädret drabbade Färöarna den 24:e med vindhastigheter upp till 51 m/s med materiella skador som följd.  Det drabbade sedan norra Norge den 25:e och fortsatte i mildare form till norra Sverige den 26:e. En väderstation i Hemavan (Hemavan-Gierevarto, 793 meter över havet) uppmätte vindens snitthastighet till 29 m/s.
Norska Meteorologisk institutt meddelande 26 november 2011 kl 17:50 att "Ekstremværet Berit er over".